# Връзки
„Връзки“ е български комедиен сериал, излъчващ се по bTV. Продуцент е „Емо Вижън“. В него участват актьорите Михаил Билалов, Лилия Маравиля, Любен Чаталов, Анета Сотирова, Валери Йорданов, Яна Маринова, Николай Ишков, Анжела Недялкова, Лорина Камбурова, Алек Алексиев, Николай Урумов. През януари 2016 г. FOX Networks Group придобива правата за излъчване на първия сезон на „Връзки“ за 8 територии, в които оперира. Fox Life излъчва епизодите от втория сезон на сериала. Премиерата е на 4 април 2016 г. от 22:00 ч. Юни месец става ясно, че сезон 2 ще се излъчва и по bTV. Началната дата е 19 юни, като ще продължи да се излъчва всяка неделя. Сериалът се излъчва едновременно в България, Сърбия, Хърватия, Словения, Република Македония, Босна и Херцеговина, Черна Гора, Косово и Албания. 

## Сюжет

### Първи сезон
Мика (Лиля Маравиля) живее живота си със своя съпруг номер 2 Тони –(Михаил Билалов) и двете си дъщери;  разтропаната Лия (Лорина Камбурова) от първия си мъж и стеснителната Дара (Анжела Недялкова) – от Тони. Междувременно Тони се запознава с прелестната Ясмин (Яна Маринова) и двамата стават любовници, точно по времето когато гаджето на Ясмин, мутрата Александър (Валери Йорданов), „забива“ жената на Тони. Хаоса се усложнява допълнително от това че Ясмин и Александър отиват на терапевт ...и това е Тони.

### Втори сезон
Мика и Тони вече са разделени, но драмата около развода се завързва около това кой от тях ще получи попечителство над Дара. Дара твърдо е на страната на баща си, но Тони си има собствени проблеми – амнезия. Всеки ден той губи паметта си отново. Междувременно Мика чака бебе. От Александър.
През това време съпруг номер 1 на Мика (Николай Ишков) се опитва да води „нормален“ полов живот с нейната приятелка Ирина (Ирини Жабонас), за която секса е нещо което се планира по часовник. Лия повежда борба срещу  „мащехата“ Ирина, а Дара – срещу гаджето на майка си Александър.  Междувременно Ясмин и Александър си въртят подли номера. Как ли ще завърши всичко?....

## Оригинално излъчване
| Сезон | Сезон | Време на излъчване | ТВ Сезон      | Епизоди | Премиера     | Финал       | Времетраене |
| ----- | ----- | ------------------ | ------------- | ------- | ------------ | ----------- | ----------- |
|       | 1     | Сряда-Петък, 21:30 | 2015 (лято)   | 10      | 3 юни 2015   | 25 юни 2015 | 45 минути   |
|       | 2     | Понеделник, 22:00  | 2016 (пролет) | 10      | 4 април 2016 | 6 юни 2016  | 45 минути   |

## Актьорски състав и герои
- Михаил Билалов – Тони, брачен консултант, съпруг на Мика
- Лилия Маравиля – Мика, архитект, съпруга на Тони
- Анета Сотирова – Фелина, бивша актриса, майка на Тони
- Валери Йорданов – Александър Панов, подземен бос, любовник на Мика и бивше гадже на Ясмина
- Яна Маринова – Ясмина, сексолог, любовница на Тони
- Николай Ишков – Номер 1, бивш съпруг на Мика, баща на Лия и Богдан
- Анжела Недялкова – Дара, дъщеря на Тони и Мика
- Лорина Камбурова – Лия, модел на бельо, дъщеря на Мика и Номер 1
- Алек Алексиев[1] – Богдан, журналист, син на Мика, брат близнак на Лия
- Ирини Жамбонас – Ирина, гадже на Номер 1, приятелка на Мика
- Илияна Лазарова – асистентка на Мика
- Велизар Бинев – режисьора